# Fachverband Kathodischer Korrosionsschutz
Der Fachverband Kathodischer Korrosionsschutz e.V. (fkks) wurde 1964 als unabhängiger technisch-wissenschaftlicher Berufsverband gegründet und eingetragen. Die Aufgabe des Vereins ist es, den kathodischen Korrosionsschutz (KKS) in technischer und technisch-wissenschaftlicher Hinsicht unter besonderer Berücksichtigung der Sicherheit und des Umweltschutzes zu fördern.
Der Verein hat seinen Sitz in Esslingen am Neckar in Deutschland und ist als unmittelbar und ausschließlich gemeinnützig anerkannt. Zu seinen Aufgaben gehören insbesondere die Förderung von Wissenschaft und Forschung, der Berufsbildung, einschließlich der Studienhilfe, des Naturschutzes und die Landschaftspflege im Sinne des Bundesnaturschutzgesetzes und der Naturschutzgesetze der Länder, des Umweltschutzes, des Küstenschutzes und des Hochwasserschutzes, des Feuer-, Explosions-, Arbeits-, Katastrophen- und Zivilschutzes sowie der Unfallverhütung, der Verbraucherberatung und des Verbraucherschutzes.
Der fkks und seine Mitglieder sind auf dem Gebiet des kathodischen Korrosionsschutzes tätig und verfolgen das gemeinsame Ziel, den Einsatz und die Anwendung solcher Korrosionsschutzmaßnahmen zu erhöhen.

## Struktur
Organe des fkks sind der Mitgliederversammlung, der Vorstand und die Geschäftsführung. 2011 wurde der Fachbeirat, als das höchste fachliche Gremium des fkks, initiiert. Der Fachbeirat ist in vier Fachbereiche untergliedert: Anlagen in Böden, Offshore, Stahl in Beton und innere Oberflächen.
Zu den Aufgaben des Fachbeirats gehören unter anderem die fachliche Beratung des Vorstandes, die Mitarbeit bei der Erstellung oder Überarbeitung von nationalen und internationalen Regelwerken sowie die Interessenvertretung der Mitglieder des fkks in Fachgremien, die Entwicklung von technischen Standards und die Initiierung und Koordination von Forschungsprojekten. Eine weitere wichtige Aufgabe ist die Erstellung von bereichspezifischen Schulungsplänen sowie die Durchführung der beruflichen Weiterbildung und Fachveranstaltungen.

## Standards
| Standards            | Beschreibung |
| -------------------- | --- |
| Technische Regel     | fkks-Richtlinie Güteüberwachung – textgleich mit DVGW GW11 (AB) |
| Technische Regel 221 | fkks-Richtlinie HGÜ: Kreuzungen und Näherungen zwischen Hochspannungs-Gleichstrom-Übertragungsanlagen (HGÜ-Anlagen) und erdverlegten längsleitfähigen Rohrleitungen – Beschreibung der durchzuführenden Maßnahmen |
| Technische Regel 231 | fkks-Richtlinie KKSB: Inbetriebnahme, Betrieb und Instandhaltung von KKS-Anlagen im Stahl- und Spannbetonbau |

## Tätigkeit
Der fkks und seine Mitglieder sind in allen nationalen und internationalen Vereinigungen und Gremien vertreten, die sich mit dem kathodischen Korrosionsschutz beschäftigen.

## Berufliche Fortbildung
Der Wissenstransfer erfolgt über den Fachverband Kathodischer Korrosionsschutz Service GmbH, eine 100%ige Tochter des fkks. Unter dem Namen fkks wissenstransfer werden branchenspezifische Schulungen, Fachveranstaltungen, Workshops und Erfahrungsaustausche angeboten.

## Zertifizierungen
Über die fkks cert gmbh, einer fachlich und wirtschaftlich unabhängigen 100%-gen Tochter, werden im Sinne der ganzheitlichen Aufgabenwahrnehmung ausschließlich akkreditierte Zertifizierungsverfahren auf dem Gebiet des kathodischen Korrosionsschutzes angeboten. Die Leistungen der fkks cert gmbh stehen allen interessierten Fachkreisen offen. Das Portfolio der fkks cert gmbh beinhaltet die Zertifizierung von Fachpersonal, von Sachverständigen sowie von Fachfirmen.

## Kuhn-Ehrenmedaille
Seit 1970 vergibt der fkks die von ihm gestiftete Kuhn-Ehrenmedaille an verdiente Pioniere des Kathodischen Korrosionsschutz für ihr Lebenswerk.
Der Namensgeber Robert J. Kuhn hatte um 1928 dem kathodischen Schutz von Rohrleitungen zum Durchbruch verholfen. Er hatte 1928 in New Orleans umfangreiche Untersuchungen an Nieder- und Hochdruckleitungen durchgeführt und durch experimentelle Forschungen bei der Elementbildung an verschiedenen Rohrleitungsstücken im Boden festgestellt, dass bei Erreichen des kathodischen Schutzpotentials von −0,85 V CSE keine Elementströme mehr auftreten. Daraus folgerte er, dass bei diesem Potential ein vollständiger kathodischer Korrosionsschutz für die Rohrleitungen erreicht sei. Er gilt damit als Begründer des bis heute gültigen Schutzpotentialkriteriums für den KKS an erdverlegten Rohrleitungen. 1958 erhielt er von der NACE (National Association of Corrosion Engineers) den Frank Newman Speller Award.
1970 ehrte ihn der fkks Fachverband Kathodischer Korrosionsschutz e.V. mit der nach ihm benannten ersten deutschen Ehren-Medaille für kathodischen Korrosionsschutz.
| Name                  | Ort                             | Jahr |
| --------------------- | ------------------------------- | ---- |
| Robert J. Kuhn        | New Orleans, Vereinigte Staaten | 1970 |
| Heinrich Klas         | Neuss, Deutschland              | 1972 |
| Heinrich Steinrath    | Aachen, Deutschland             | 1973 |
| Franz Wolf            | Hamburg, Deutschland            | 1974 |
| Walter von Baeckmann  | Essen, Deutschland              | 1976 |
| Johannes Pohl         | Dortmund, Deutschland           | 1978 |
| Peter Pickelmann      | Stuttgart, Deutschland          | 1980 |
| Wilhelm Schwenk       | Duisburg, Deutschland           | 1982 |
| Gerhard Heim          | Hilden, Deutschland             | 1984 |
| Gerhard Reuter        | Buchholz, Deutschland           | 1985 |
| Hans Kampermann       | Wuppertal, Deutschland          | 1988 |
| Werner Prinz          | Essen, Deutschland              | 1991 |
| Franz Schwarzbauer    | München, Deutschland            | 1994 |
| Klaus Horras          | Wuppertal, Deutschland          | 1997 |
| Alfred Baltes         | Bochum, Deutschland             | 1999 |
| Günter Rieger         | Bergisch Gladbach, Deutschland  | 1999 |
| Willi Fleig           | Stuttgart, Deutschland          | 2003 |
| Wolfgang Vesper       | Hattingen, Deutschland          | 2006 |
| Hanns-Georg Schöneich | Neukirchen-Vluyn, Deutschland   | 2014 |
| Bernd Isecke          | Karlsruhe, Deutschland          | 2021 |